# Caracarana inermis
Caracarana inermis is een hooiwagen uit de familie Cosmetidae. De wetenschappelijke naam van Caracarana inermis gaat terug op Roewer.